# Géographie du Doubs

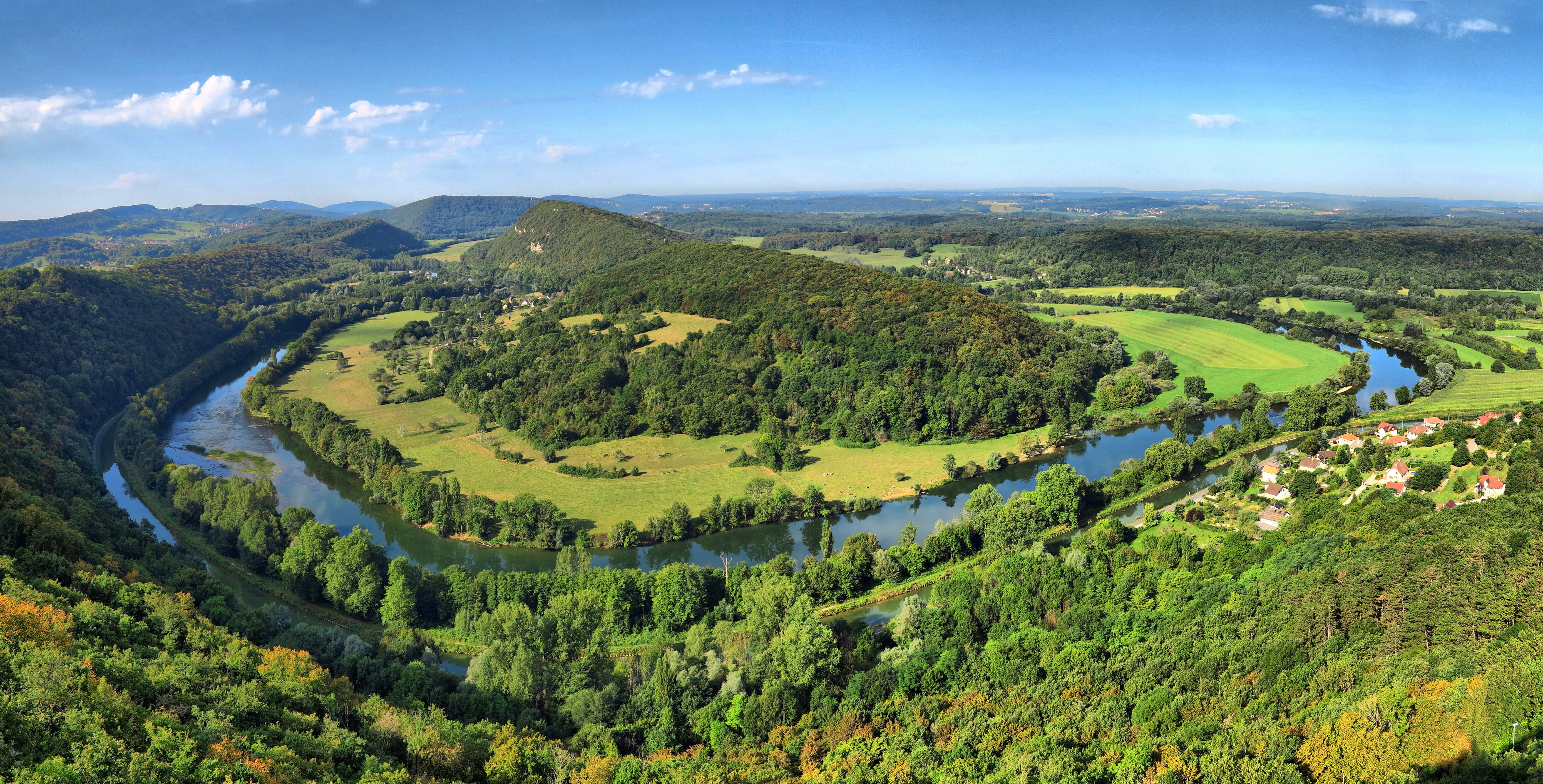
Le Doubs est le premier cours d'eau du département.

La géographie du Doubs présente une certaine singularité. Département français de taille modeste (5 234 km2, 69e rang national), il n’en présente pas moins une grande diversité de milieux naturels et de territoires. Il appartient à la région Bourgogne-Franche-Comté, dont il représente 11 % de la superficie et 19 % de la population. Il est bordé à l’ouest et au sud par le Jura, au nord par la Haute-Saône et le Territoire de Belfort, à l’est par la Suisse (cantons de Vaud, Neuchâtel et Jura) avec laquelle il possède 170 kilomètres de frontière. Les paysages du Doubs sont assez contrastés, avec de vastes plaines, des plateaux et massifs montagneux boisés, des vallées encaissées… Son point culminant est le mont d’Or (1 463 mètres).
On distingue généralement la partie basse du département (zone d’altitude inférieure à 500 mètres qui s’étend de Besançon à Montbéliard) et le Haut-Doubs (zone d’altitude supérieure à 500 mètres dont la capitale est Pontarlier) qui s’étire le long de la frontière suisse. La préfecture du département est Besançon.
L’économie du Doubs est très marquée par l’automobile, l’horlogerie et l’agro-alimentaire tandis que son image touristique renvoie souvent à un département « vert » de forêts, de lacs et de montagnes enneigées qui lui valent parfois le surnom de « Petit Canada ».

## Géographie physique: généralités
| \| Val de Saône Reculée de la Loue Plateau d'Ornans Plateau de Levier Trouée de Belfort Haute-Joux Haut-Doubs Massif du Jura Mont Risoux Chaîne du Lomont Le Doubs \| Carte topographique et localisation des régions naturelles dans le département |
| Val de Saône Reculée de la Loue Plateau d'Ornans Plateau de Levier Trouée de Belfort Haute-Joux Haut-Doubs Massif du Jura Mont Risoux Chaîne du Lomont Le Doubs                                                                                      |

Le département détient le record français de la température la plus basse : −41,0 °C enregistrée à Mouthe le 17 janvier 1985.

### Relief et géomorphologie

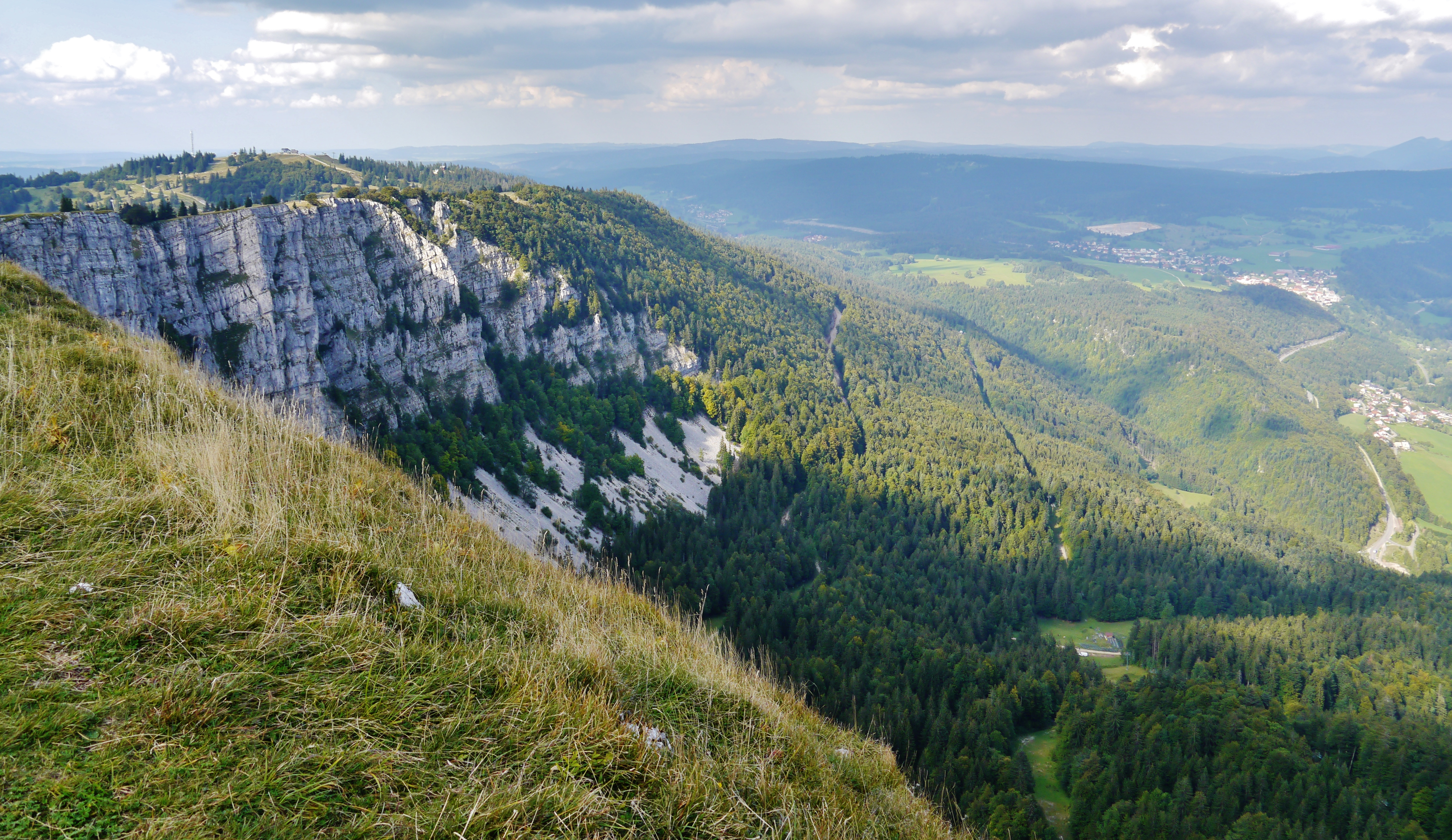
Le mont d'Or (1463 m), dans le sud.

Le Doubs appartient au massif du Jura, massif calcaire d’altitude moyenne, et présente tous les éléments caractéristiques du relief jurassien : monts, vaux, cluses, combes bordées de crêts.
Le relief s’ordonne selon des axes sud-ouest–nord-est qui délimitent trois ensembles principaux :
- au nord, entre les rivières du Doubs et de l'Ognon, une plaine au relief accidenté ;
- au centre, une zone de hauts plateaux étagés ;
- au sud, la montagne proprement dite, composée de hauts et vastes plateaux et de sommets assez modestes.

La partie montagneuse qui culmine à l'est avec la Haute-chaîne franco-suisse est composée de deux étages de plateaux, le plateau d'Ornans et le plateau de Levier, bordés ou coupés par des reliefs : pli-faille de Mamirolle, Lomont, faisceau bisontin, faisceau de Quingey, Avants-Monts. L'extrémité sud-est du plateau haut-Saônois constitue la partie la plus basse du département.
L'altitude du département s'étage entre 198 m dans la vallée de l'Ognon et 1463 m en limite des communes de Jougne et de Longevilles-Mont-d'Or. Avec 618 m d'altitude moyenne, le Doubs est le 16e plus haut département français.
Principaux sommets :
- le mont d’Or (1 463 m) sur la commune de Longevilles-Mont-d'Or
- le Gros Crêt (1 419 m, sommet du mont Risoux) sur la commune de Mouthe
- le Morond (1 419 m) sur la commune de Métabief
- la roche Champion (1 325 m) sur la commune de Chapelle-des-Bois
- le Grand Taureau (1 323 m, sommet de la montagne du Larmont) sur la commune de Pontarlier
- le crêt Gellin sur la commune de Sarrageois
- le mont de l'Herba (1 303 m) sur la commune des Hôpitaux-Vieux
- le mont Châteleu (1 302 m) sur la commune de Grand'Combe-Châteleu
- le Meix Musy (1 287 m) sur la commune de Montlebon
- le crêt du Vourbey (1 246 m) sur la commune des Fourgs
- le Saint-Sorlin (1 237 m, sommet de la chaîne de la Haute-Joux) sur la commune des Pontets
- le mont Noir (1 234 m) sur la commune de Chapelle-des-Bois
- le Turchet (1 225 m) sur la commune des Pontets
- le Mauvais Crêt (1 223 m) sur la commune des Fourgs
- le mont Vouillot ou Tantillon (1 160 m) sur la commune des Fins
- le crêt Monniot (1 141 m) sur la commune d'Arc-sous-Cicon
- la montagne du Laveron (1 112 m) sur la commune de La Rivière-Drugeon
- le Montezan (1 112 m) sur la commune de Montperreux
- le mont Chaumont (1 092 m) sur la commune de Longemaison
- le mont Devoir (1 087 m) sur la commune de Grand'Combe-des-Bois
- le mont Repentir (1 054 m) sur la commune de La Bosse
- le Grand Mont (1 049 m) sur la commune de Bonnétage
- le Peu (1 046 m) sur la commune de Charquemont
- le mont Pelé (1 046 m) sur la commune de Saint-Gorgon-Main
- le Châtelard (1 030 m) sur la commune de Villers-le-Lac
- le mont Gaudichot (1 020 m) sur la commune de Montlebon

### Géologie

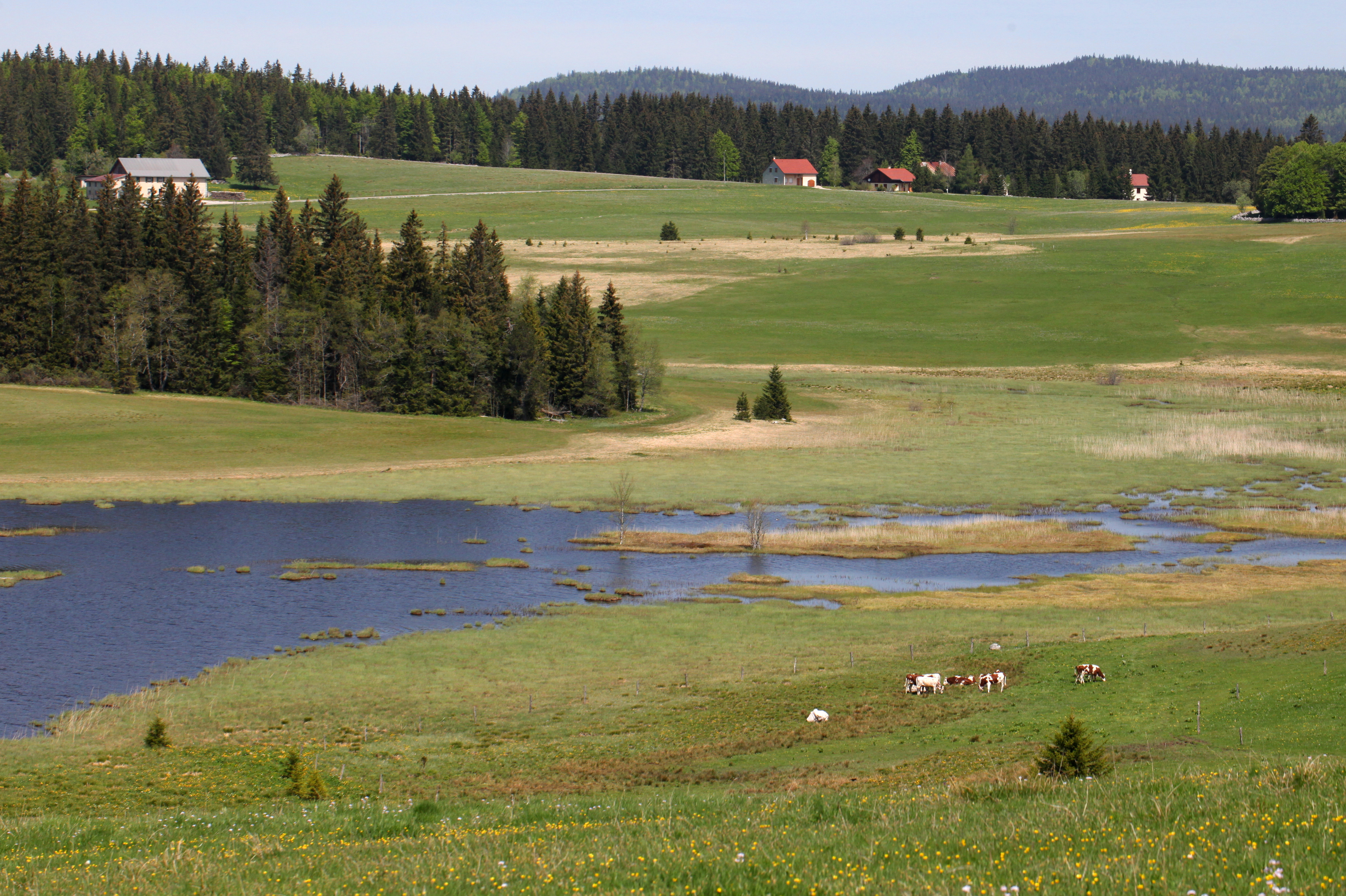
Zone humide au nord du lac des Mortes, Chapelle-des-Bois.

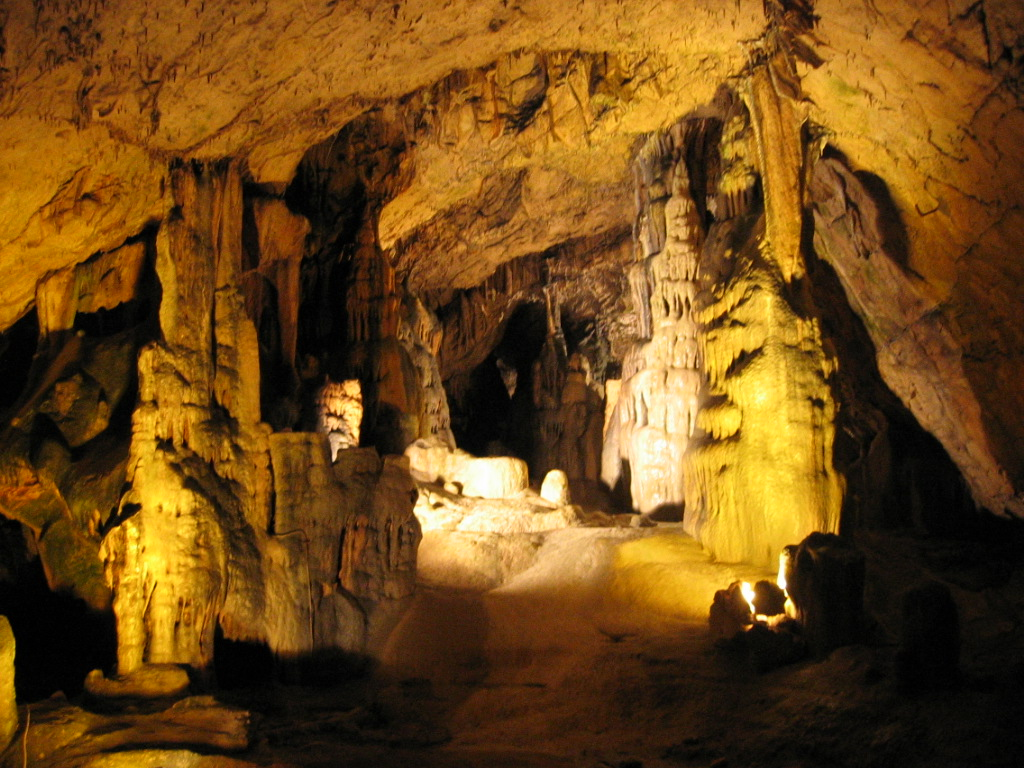
La grotte d'Osselle.

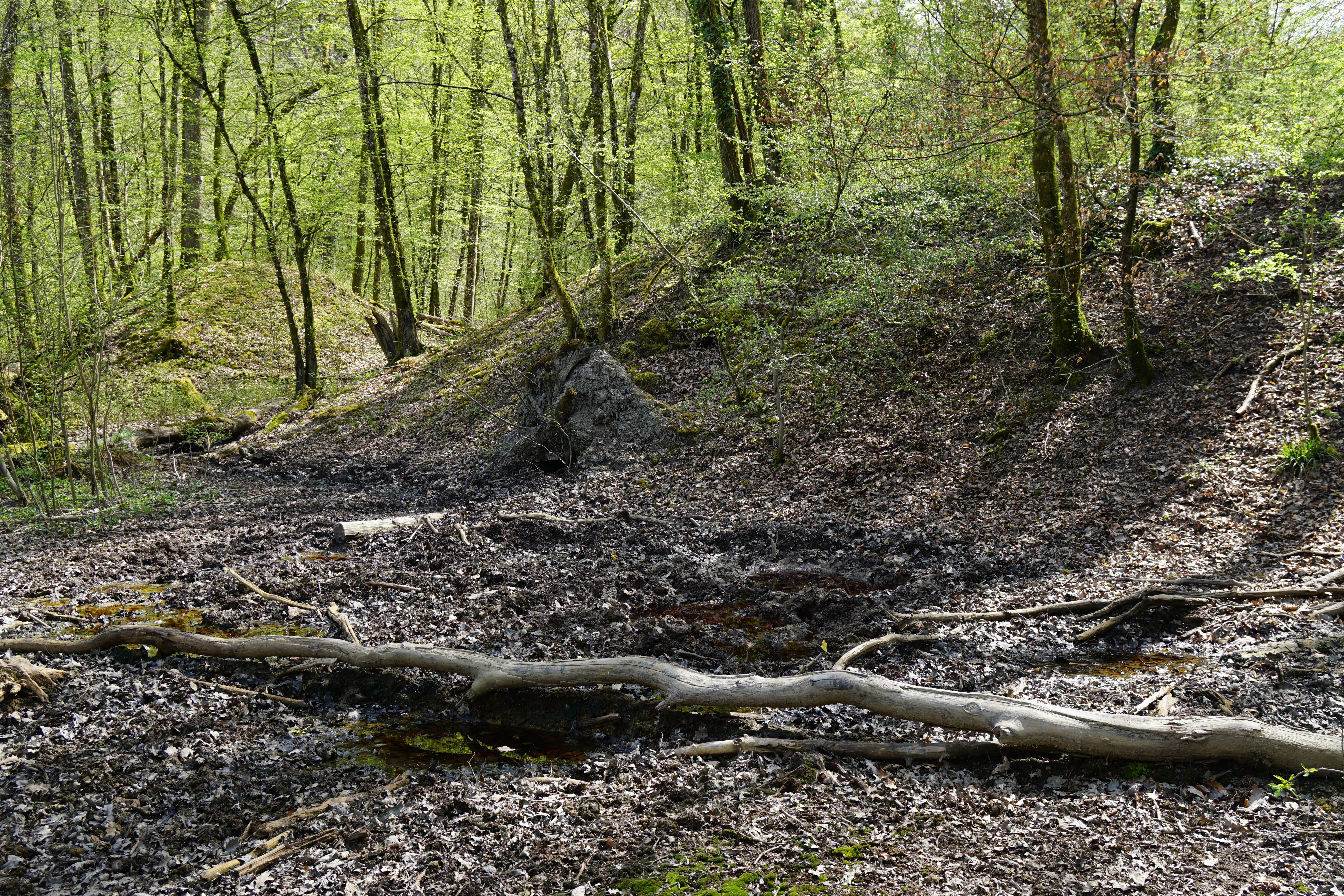
Le terril du puits de la Houillère à Gémonval.

L’ensemble du département du Doubs appartient à la chaîne du Jura qui a donné son nom à la période géologique du Jurassique de l’ère Secondaire (Mésozoïque). Durant cette période, des sédiments à dominante calcaire se sont déposés dans une mer chaude peu profonde reposant sur un substratum constitué de sédiments marneux du Trias supérieur. Au cours du Crétacé, le massif jurassique a progressivement émergé. À la fin de l’ère Tertiaire (Cénozoïque), la poussée tectonique due à l’érection de la chaîne alpine a entraîné la déformation des roches sédimentaires de la chaîne jurassienne qui ont été fortement plissées et faillées. Le Tertiaire a donné lieu à la formation de sédiments continentaux et le Quaternaire à celle de formations glaciaires (lacs, marais, tourbières).
Composé pour l’essentiel de roches calcaires, alternant avec des couches marneuses, le département du Doubs est caractérisé par l’abondance des systèmes karstiques avec dolines, gouffres (Puits de Poudrey), grottes (Osselle), sources, pertes (Pontarlier), résurgences (Loue, Lison).
Les roches sédimentaires affleurant dans le Doubs contiennent une profusion de fossiles marins et coralliens qui permettent de préciser leur environnement de formation et autorisent leur datation stratigraphique.
Le Trias supérieur (Keuper) est formé de marnes irisées, il est riche en houille, gypse et marne irrisée et sel gemme (deux concessions pour l'exploitation du charbon sont notamment accordées à Gémonval et Le Vernoy) ; leur plasticité a favorisé le décollement des calcaires sus-jacents pendant la surrection du Jura au cours de l’orogénèse Tertiaire.

La formation du gisement de sel et de charbon du Keuper en Franche-Comté.

Le Jurassique inférieur (Lias) débute par des calcaires à huitres gryphées, nautiles et ammonites (Hettangien et Sinémurien) et se poursuit par des marnes grises et schistes «carton» (Toarcien).
Le Jurassique moyen (Dogger) commence par une mince couche de minerai de fer (Aalénien), puis des calcaires bioclastiques à entroques et des calcaires massifs oolithiques («Grande Oolithe») à huitres et bryozoaires (Bajocien), et finalement les calcaires compacts à grain fin de la citadelle de Besançon (Bathonien).
Le Jurassique supérieur (Malm) démarre avec une épaisse couche de marnes gris-bleu fossilifères (Oxfordien), suivie d'une formation marno-calcaire à silex, appelés «chailles» dans le Doubs, (Argovien), de calcaires jaunâtres à polypiers et solénopores (Rauracien), de calcaires compacts à grain fin (Séquanien : dénomination tirant son nom des Séquanes, peuple celte qui contrôlait un vaste territoire correspondant aujourd'hui à la majeure
partie de la Franche-Comté et dont la capitale était Vesontio (Besançon), et finalement de calcaires récifaux (Kimméridgien et Tithonien).
Le Crétacé inférieur est localisé dans d’étroits synclinaux du Haut-Doubs : il débute par des calcaires dolomitiques lagunaires et des marnes vertes (faciès Purbeckien avec des gisements de lignite dans le Haut-Doubs), se poursuit par des séries marno-calcaires couronnées par la limonite de Métabief (Valanginien) pour se terminer par des calcaires compacts (Hauterivien et Barrémien) et finalement une série marneuse (Aptien et Albien).

### Hydrologie

Carte détaillée du département du Doubs avec ses réseau routier et hydrologique principaux.

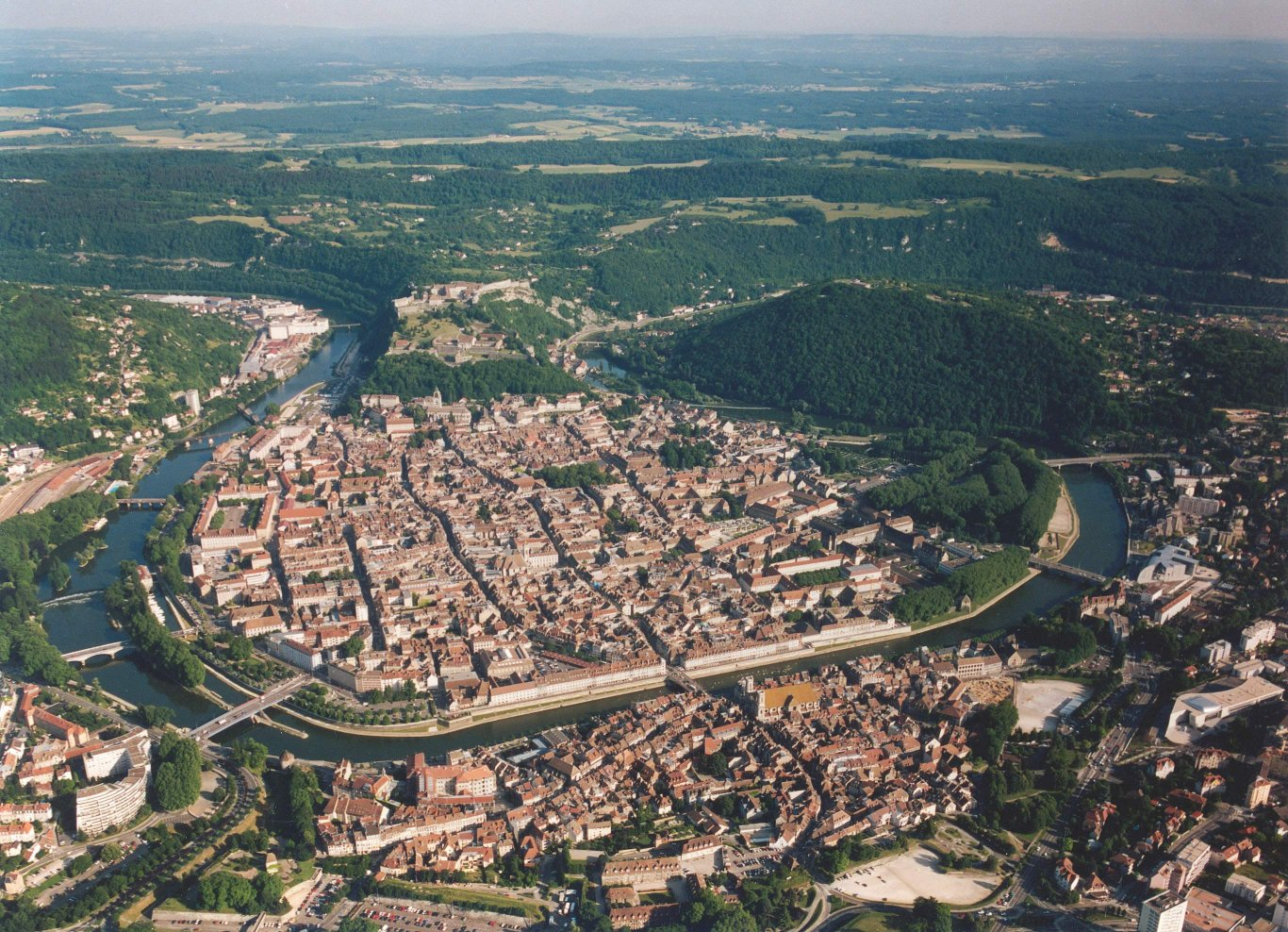
Le Doubs à Besançon, dans l'ouest.

L’eau est omniprésente dans ce département à dominante montagnarde avec 718 hectares de lacs et 1 645 kilomètres de cours d’eau.
Principaux cours d’eau :
- le Doubs (affluent de la Saône) : 453 kilomètres dont 430 kilomètres en France, 12e cours d’eau et 4e rivière du pays (en comptant seulement les parties françaises)
- l’Ognon (affluent de la Saône) : 214 kilomètres
- la Loue (affluent du Doubs) : 122 kilomètres
- l’Allan (affluent du Doubs) : 58 kilomètres dont 30 kilomètres en France (cette rivière n'intéresse le Doubs que dans les derniers kilomètres de son cours, situé majoritairement en Suisse et dans le Territoire de Belfort)
- le Dessoubre (affluent du Doubs) : 33 kilomètres
- le Lison (affluent de la Loue) : 25 kilomètres
- le Cusancin (affluent du Doubs) : 12,6 kilomètres
- la Reverotte (affluent du Dessoubre) : 12,3 kilomètres

Principaux plans d’eau :
- le lac de Saint-Point : 419 hectares
- le lac de Remoray : 100 hectares
- le lac de Chaillexon ou des Brenets : 80 hectares
- le lac de Bonnal (également sur Haute-Saône) : 40 hectares
- le lac de Biaufond (également sur les cantons suisses de Neuchâtel et du Jura) : 47 hectares
- le lac de Moron (également sur canton suisse de Neuchâtel) : 69 hectares
- le lac de l'Entonnoir : 75 hectares
- la retenue de la Goule
- la retenue de Refrain
- le lac des Mortes
- les étangs de Frasne
- l'étang du Pont rouge
- l'étang du Pâquis
- l'étang du Breuillez
- l'étang des Belles Seignes
- le plan d'eau d'Osselle

### Le climat
Le département du Doubs est soumis à une double influence :
- océanique : passage de perturbations apportant une pluviosité importante en quantité comme en fréquence ;
- continentale : éloigné de l’influence régulatrice de l’Océan, le département possède une forte influence continentale, neige et fortes gelées l’hiver, sécheresses et chaleur l’été. Les orages estivaux sont particulièrement fréquents et violents dans le Haut-Doubs.

La principale particularité du climat de ce département de vallées, plateaux et montagne est sa grande variabilité aussi bien au cours d'une saison que d'une année sur l'autre.
Le Doubs est un des départements les plus froids de France, mais aussi l'un des plus chauds à altitude comparée. L'amplitude entre la température annuelle la plus froide et la plus chaude atteint plus de 70° : 76,7° à Mouthe, 71,2° à Pierrefontaine-les-Varans, 60,9° à Besançon. Le climat est donc plus continental que montagnard sur le massif du Jura.
Records mini: -41° à Mouthe (936 m), -32,0° à Pontarlier (830 m), -32,0° au Russey (885 m), -31,9° à Pierrefontaine-les-Varans (709 m), -20,7° à Besançon (307 m).
Records maxi: 40,2° à Besançon (307 m) ; 39,6° à L'Isle-sur-le-Doubs (292 m) ; 39,3° à Pierrefontaine-les-Varans (709 m) ; 36,7° à Pontarlier (830 m) ; 35,7° à Mouthe (936 m).
| Besançon                  | -20.7 | 40.2 | 10.2 | 1109 | 108 |
| Isle-sur-le-Doubs         | -25.0 | 39.6 | 9.2  | 1110 | 107 |
| Le Russey                 | -32.0 | 36.0 | 6.1  | 1347 | 114 |
| Montbéliard               | -23.8 | 36.5 | 9.6  | 1036 | 99  |
| Mouthe                    | -41   | 35.7 | 5.7  | 1706 | 117 |
| Pierrefontaine-les-Varans | -31.9 | 39.3 | 7.9  | 1319 | 116 |
| Pontarlier                | -32.0 | 36.7 | 7.5  | 1471 | 123 |
| Source: Météo France      |       |      |      |      |     |

### Faune et flore

#### Faune
Mis à part les reptiles et amphibiens, la majorité des espèces animales présentes en France métropolitaine se retrouvent dans le département.
- Mammifères : Les chamois et lynx sont présents et des loups solitaires ont été signalés ces dernières années, mais ce sont les chauve-souris (27 espèces sur 33) qui sont les mieux représentées grâce à l'existence de nombreuses grottes propices à l'hivernage et la reproduction. Six espèces prioritaires (petit rhinolophe, grand rhinolophe, vespertilion à oreilles échancrées, grand murin, barbastelle d’Europe et minioptère de Schreibers) bénéficient d’une grande attention. À signaler la présence du campagnol terrestre, espèce indigène qui pullule de plus en plus fréquemment ces dernières années, causant des dégradations de prairies permanentes voire leur destruction totale.
- Oiseaux : Environ 170 espèces se reproduisent localement. Parmi les espèces emblématiques, on citera le grand tétras et la gélinotte des bois. Le premier est en régression par suite de la disparition des forêts originelles et du passage des promeneurs et skieurs. Le harle bièvre est présent ainsi que le faucon pèlerin et le hibou grand-duc. À noter la présence des rarissimes bécassines des marais dans le bassin du Drugeon et du râle des genêts dans le Haut-Doubs et la vallée de la Saône.

- Insectes : La région héberge plusieurs espèces extrêmement localisées au niveau national comme les leucorrhines ou encore la cordulie des Alpes. Certaines espèces prioritaires affichent par ailleurs des populations régionales assez dynamiques comme l’agrion de Mercure. On peut toutefois estimer que 40 % de la faune odonatologique (libellules, demoiselles, etc.) est menacée de manière active par les diverses atteintes touchant les milieux aquatiques.

Concernant les papillons de jour, la région héberge environ 135 espèces régulières sur les 270 espèces métropolitaines. Les milieux les plus favorables à ces insectes sont essentiellement les zones ouvertes comme les pelouses sèches, les prairies humides ou les tourbières. Le mélibée, l’un des Rhopalocères actuellement les plus menacés à l’échelon français, est encore présent sur le territoire comtois.

#### Forêts et flore
Selon l'Institut national de l'information géographique et forestière, la forêt occupe 40,8 % de la surface du département, soit légèrement moins que les trois autres départements de l'ex-région Franche-Comté qui était la seconde région la plus boisée de métropole derrière l'Aquitaine. On trouve de grandes forêts de hêtres, de chênes et de sapins dont certains peuvent se dresser jusqu'à 50 mètres. L'épicéa commun et le sapin blanc sont les arbres emblématiques du massif du Jura et leurs massifs résineux en font la plus grande sapinière européenne. Le sapin est toutefois supplanté de plus en plus par l'épicéa.
La chênaie-charmaie s'étend sur les premiers contreforts entre 300 et 800 m. Entre 800 et 1500 m, c'est la hêtraie-sapinière qui domine.
Les combes fraîches et bien irriguées, conviennent aux érables. Cette forêt est caractérisée aussi par une végétation à hautes herbes. Dans les pentes à gros blocs calcaires, vers 800 m, on trouve le cyclamen d'Europe et le tilleul.
Les principales forêts (certaines à cheval entre Doubs et Jura ou Suisse) sont : Chaux (seconde forêt de feuillus de France derrière celle d'Orléans avec 20 493 ha), Chailluz (1 673 ha), la Joux, le Risoux, Marchaux, Frasne (990 ha).
La flore jurassienne regroupe à peu près 2000 espèces. Sur les dalles calcaires compactes, l'accumulation des litières de résineux favorise l'apparition de plantes à l'aise dans les milieux acides comme les myrtilles et pyroles.
Sur les surfaces déboisées de vastes prairies et pelouses permettent une agriculture tournée vers la production laitière. La richesse floristique de ces pelouses est exceptionnelle avec plus de 400 espèces recensées. Mais les pratiques agricoles réduisent cette diversité. Une attention toute particulière doit être apportée aux zones humides tendent à disparaître.
Les tourbières du Jura abritent encore une flore très riche et font l’objet de mesures de protection. 200 espèces occupent ces milieux originaux dont une quarantaine sont considérées comme rares sur le plan national.
La trentaine d’espèces arctiques ou boréales font des tourbières du département un milieu d’intérêt international.

### Milieux naturels et paysages
- Vallée de l’Ognon
- Avants-Monts et Avants-Plateaux : 300 m à 500 m
- Le Bas Pays
- La bordure jurassienne (les faisceaux)
- L’ensemble Loue-Lison
- Le premier plateau : 500 m à 800 m où l'on distingue les sous-plateaux de : Aïssey/Sancey/Feule, Amancey, Orsans à Terre-de-Chaux, Charnay/Bartherans, Chenecey-Buillon/Adam-lès-Passavant, Montécheroux/Chamesol, Valdahon
- La vallée du Dessoubre
- Le second plateau : 800 m à 900 m avec les sous-plateaux de Pontarlier, Charmoille, Frasne, et Levier
- Les gorges du Doubs
- Le Jura plissé des Grands Vaux : plus de 900 m
- Le Jura plissé des Grands Monts : plus de 900 m

## Géographie humaine

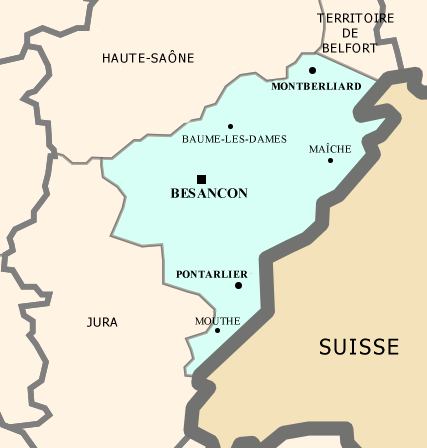
Le département du Doubs.